# 피아노 협주곡 1번 (리스트)
프란츠 리스트는 그의 《피아노 협주곡 제1번 내림 마장조 S.124》를 26년에 걸쳐 작곡했다; 주요 주제는 1830년으로 거슬러 올라가는 반면, 최종고는 1849년으로 거슬러 올라간다. 1855년 2월 17일 바이마르에서 리스트와 엑토르 베를리오즈의 지휘로 초연되었다.

## 악장 구성
모두 네 개의 악장으로 이루어져 있다.
- 1악장: Allegro maestoso
- 2악장: Quasi adagio
- 3악장: Allegretto vivace – Allegro animato

트라이앵글의 사용이 눈에 띄는데, 당대의 비평가였던 에두아르트 한슬리크는 이를 "트라이앵글 협주곡"이라고 조롱했다.
- 4악장: Allegro marziale animato

## 악기 편성
- 독주 피아노
- 관현악: 피콜로, 플루트 2, 오보에 2, 클라리넷(내림 마) 2, 바순 2, 호른(바) 2, 트럼펫(내림 나) 2, 트롬본 3(테너2, 베이스 1), 팀파니, 심벌즈, 트라이앵글, 현악 5부